# Răzbunarea lui Anastase
"Răzbunarea lui Anastase" este o operă literară scrisă de Ion Luca Caragiale. A apărut cu semnătura L... la 22 aprilie 1893 în numărul al doilea al revistei Epoca literară. A fost repulicată în Opere, IV, în 1932, la Addenda.